# Psychotria ampullacea
Psychotria ampullacea är en måreväxtart som beskrevs av Albert Charles Smith. Psychotria ampullacea ingår i släktet Psychotria och familjen måreväxter. Inga underarter finns listade i Catalogue of Life.